# Хайнрих фон Боксберг
Хайнрих фон Боксберг (на немски: Heinrich von Bocksberg; † 1232) e благородник, господар на Боксберг в североизточен Баден-Вюртемберг.

## Произход
Той е син на Конрад III фон Боксберг († сл. 1182/1212) и съпругата му Аделхайд фон Лауда, дъщеря на Хайнрих фон Лауда.
Градът, замъкът и господството Боксберг отиват през 1287 г. на Йоанитския орден от Вьолхинген. През 1381 г. йоанитите продават собственостите на Боксберг на рицарите фон Розенберг от Франкония.

## Фамилия
Първи брак: пр. 15 юли 1213 г. с Агнес фон Тримберг († сл. 1213/пр. 1228).  Те имат две деца:
- Хайнрих фон Боксберг († сл. 1279)
- Мехтилд Боксберг

Втори брак: с Мехтилд († сл. 1228/сл. 1234). Бракът е бездетен.